# 이라수흙파는쥐
이라수흙파는쥐 또는 이라수주머니고퍼(Orthogeomys heterodus)는 흙파는쥐과에 속하는 설치류의 일종이다. 과테말라와 온두라스 그리고 멕시코에서 발견된다. 코스타리카의 토착종으로 해발 2,500m 이하의 초원과 열대 윔에서 보통 발견된다. 서식지 감소로 위협을 받고 있지만, 미국과 일부 지역에서 애완동물로 유지되고 있다. 일반적으로 부드럽고 무성한 털을 갖고 있으며, 뒷면은 거무스레하고 앞면은 연한 색을 띤다. 치열은 각 윗쪽 앞니 바깥 면에 길게 홈이 파진 특징을 갖고 있다. 표본의 몸길이는 30~48mm, 몸무게는 450~990g이다.